# Гертрейденберг

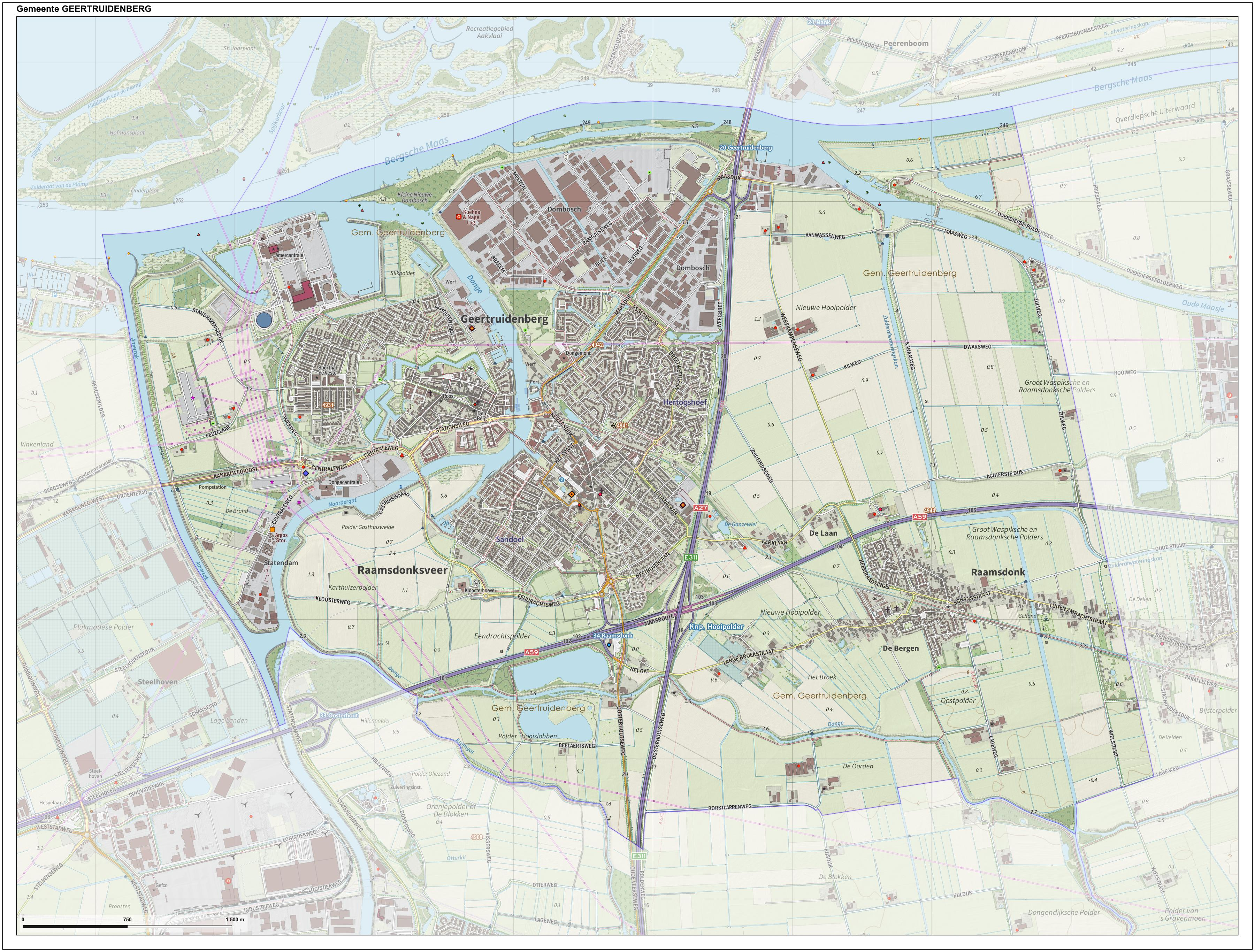
Мапа муніципалітету Ґертруйденберг, червень 2015 року

Гертрейденберг (нід. вимова: [ˈɣeːrtrœydə(m)ˌbɛr(ə)x] ( прослухати)) місто та громада в провінції Північний Брабант на півдні Нідерландів. Місто, назване на честь Святої Гертруди Нівельської, отримало міські права у 1213 році від графа Голландії. Укріплене місто процвітало до 15 століття.
До складу муніципалітету Гертрейденберг окрім однойменного міста входять також населені пункти Рамсдонк і Рамсдонксвер. На січень 2021 року загальне населення муніципалітету складало 21770 мешканців.
Міська влада складається з мера і трьох олдерменів (помічніків голови міського самоврядування).

## Галерея

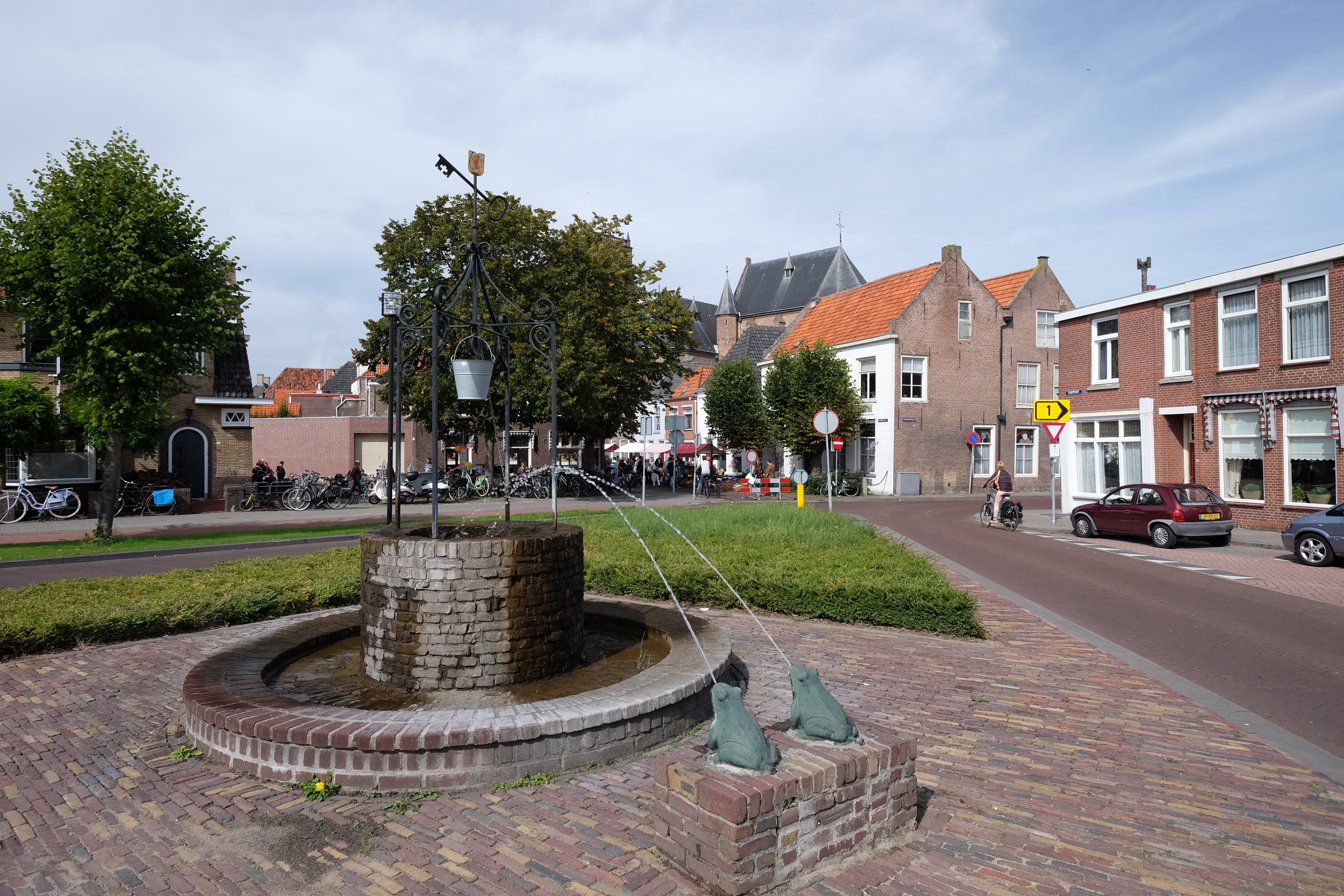
Гертрейденберг
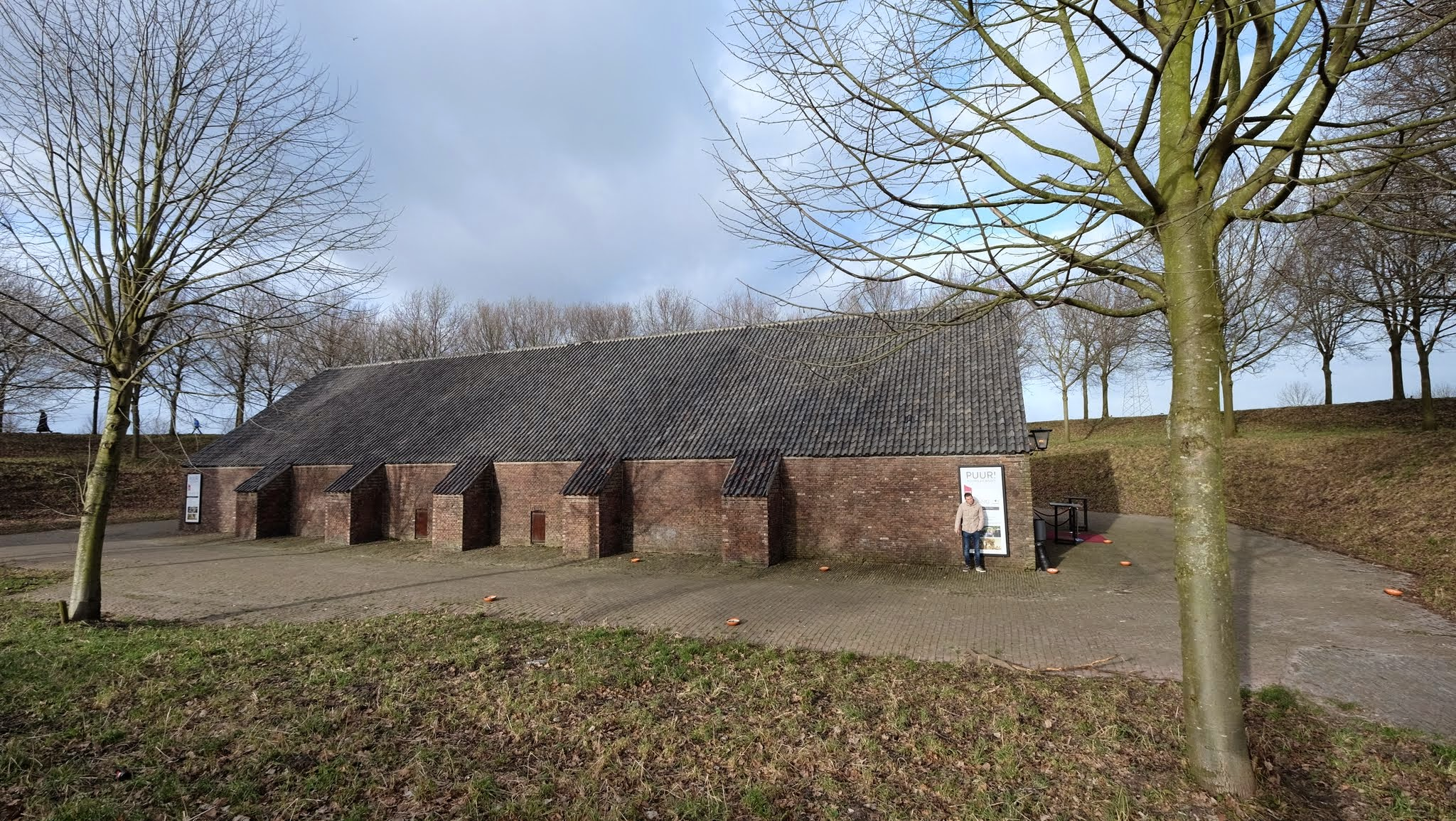
Гертрейденберг
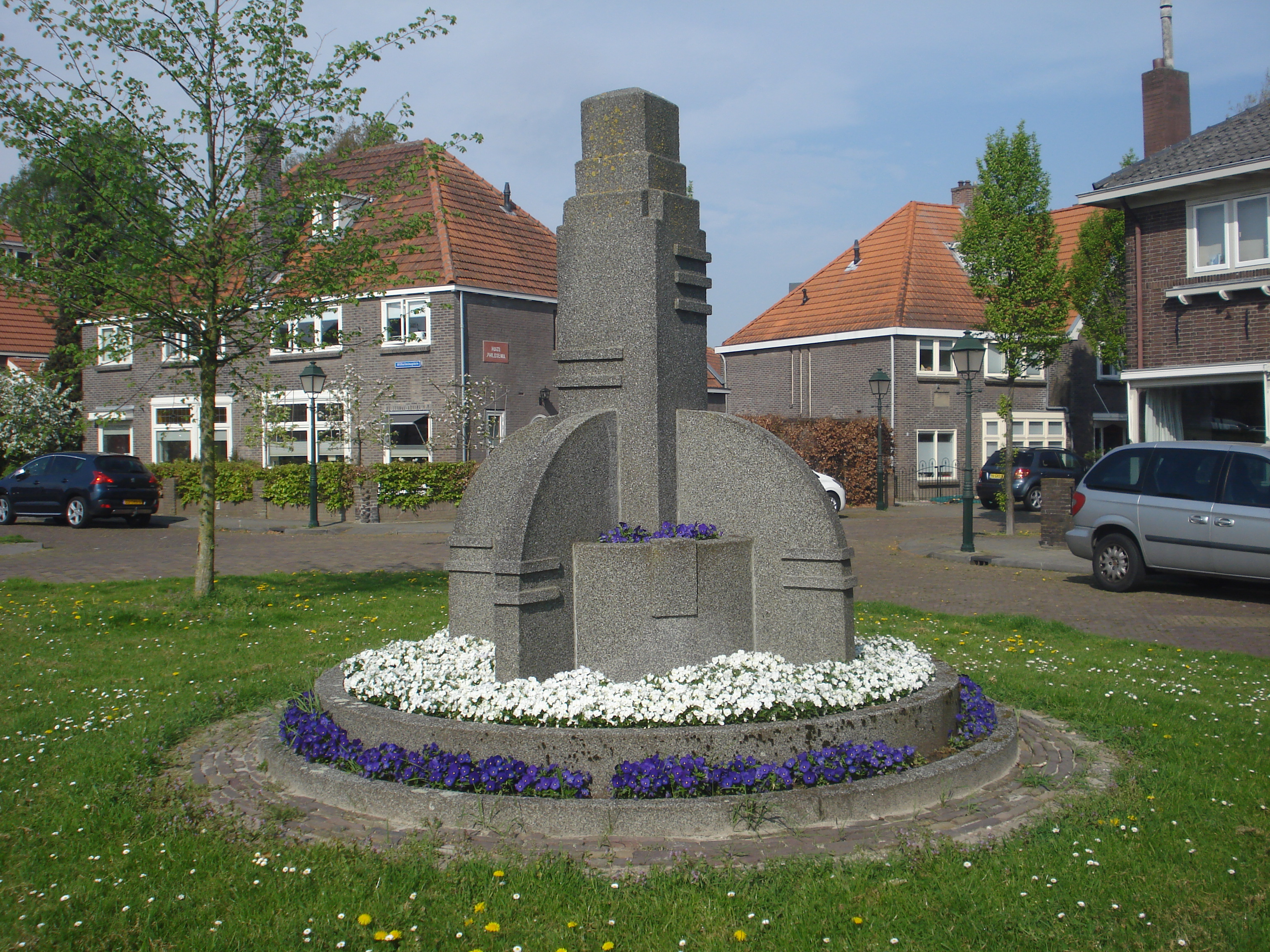
Гертрейденберг, квіткова скульптура